# 髙橋裕太
髙橋 裕太（たかはし ゆうた、1993年4月4日 - ）は、日本の陸上競技選手。専門は長距離走。武蔵越生高等学校卒。帝京大学卒。大塚製薬所属。

## 経歴
東洋大学卒の設楽啓太（コニカミノルタ所属）・設楽悠太（HONDA所属）兄弟は武蔵越生高等学校の2学年先輩である。2009年に全国高校駅伝に出場した際には、高橋は2区を担当し、1区設楽啓太からタスキを受け、3区設楽悠太に襷をつないだ。
高校卒業後、帝京大学に進学。2015年3月1日、第18回日本学生ハーフマラソン選手権大会兼第28回ユニバーシアード競技大会(2015/光州)日本代表選手選考競技会で1時間2分13秒の記録で3位入賞し、同年夏のユニバーシアードハーフマラソン代表に内定。2015年7月12日に韓国・光州で行われたユニバーシアード男子ハーフマラソンでは優勝した小椋裕介・準優勝の一色恭志(両者青山学院大学所属)に継ぐ3位でゴールし銅メダルを獲得した。また、表彰台を独占した日本勢は団体で金メダルを獲得した。　2016年1月、東京箱根間往復大学駅伝競走ではエース区間2区で区間8位と活躍し、チームのシード権獲得に貢献した。
大塚製薬陸上競技部所属後は、2016年に関西実業団陸上競技選手権大会の5000メートル競走で5位、同年の関西実業団対抗駅伝競走大会で5区の区間賞、2017年に関西実業団陸上競技選手権大会の10000メートル競走で優勝している。

## ベスト記録
- 3000m - 8分25秒96
- 5000m - 13分58秒97
- 10000m - 28分37秒20
- ハーフマラソン - 1時間01分52秒
- マラソン - 2時間11分25秒